# Attila Fekete
Attila Fekete (Halmeu, Romania, 24 gennaio 1974) è uno schermidore ungherese, vincitore di due medaglie d'oro e due di bronzo ai campionati mondiali di scherma.

## Palmarès
- Mondiali di scherma

L'Aia 1995: bronzo nella spada a squadre.
La Chaux de Fonds 1998: oro nella spada a squadre e bronzo individuale.
Nîmes 2001: oro nella spada a squadre.
- Europei di scherma

Plovdiv 1998: oro nella spada a squadre.
Zalaegerszeg 2005: bronzo nella spada a squadre.
Smirne 2006: oro nella spada a squadre.